# Trisetum montanum
Trisetum montanum är en gräsart som beskrevs av George Vasey. Trisetum montanum ingår i släktet glanshavren, och familjen gräs. Inga underarter finns listade i Catalogue of Life.